# Sparaxis
Genre
Sparaxis est un genre de plantes à fleurs de la famille des Iridaceae, comprenant quinze espèces endémiques d'Afrique du Sud.

## Répartition
Les espèces du genre sont toutes endémiques d'Afrique du Sud. Certaines ont été introduites en Amérique du Nord et du Sud, en Australie, en Nouvelle-Zélande et en Europe,.

## Liste des espèces
Selon Plants of the World online (POWO) (6 juillet 2021) :
- Sparaxis auriculata Goldblatt & J.C.Manning
- Sparaxis bulbifera (L.) Ker Gawl.
- Sparaxis caryophyllacea Goldblatt
- Sparaxis elegans (Sweet) Goldblatt
- Sparaxis fragrans (Jacq.) Ker Gawl.
- Sparaxis galeata Ker Gawl.
- Sparaxis grandiflora (D.Delaroche) Ker Gawl.
- Sparaxis maculosa Goldblatt
- Sparaxis metelerkampiae (L.Bolus) Goldblatt & J.C.Manning
- Sparaxis parviflora (G.J.Lewis) Goldblatt
- Sparaxis pillansii L.Bolus
- Sparaxis roxburghii (Baker) Goldblatt
- Sparaxis tricolor (Schneev.) Ker Gawl.
- Sparaxis variegata (Sweet) Goldblatt
- Sparaxis villosa (Burm.f.) Goldblatt

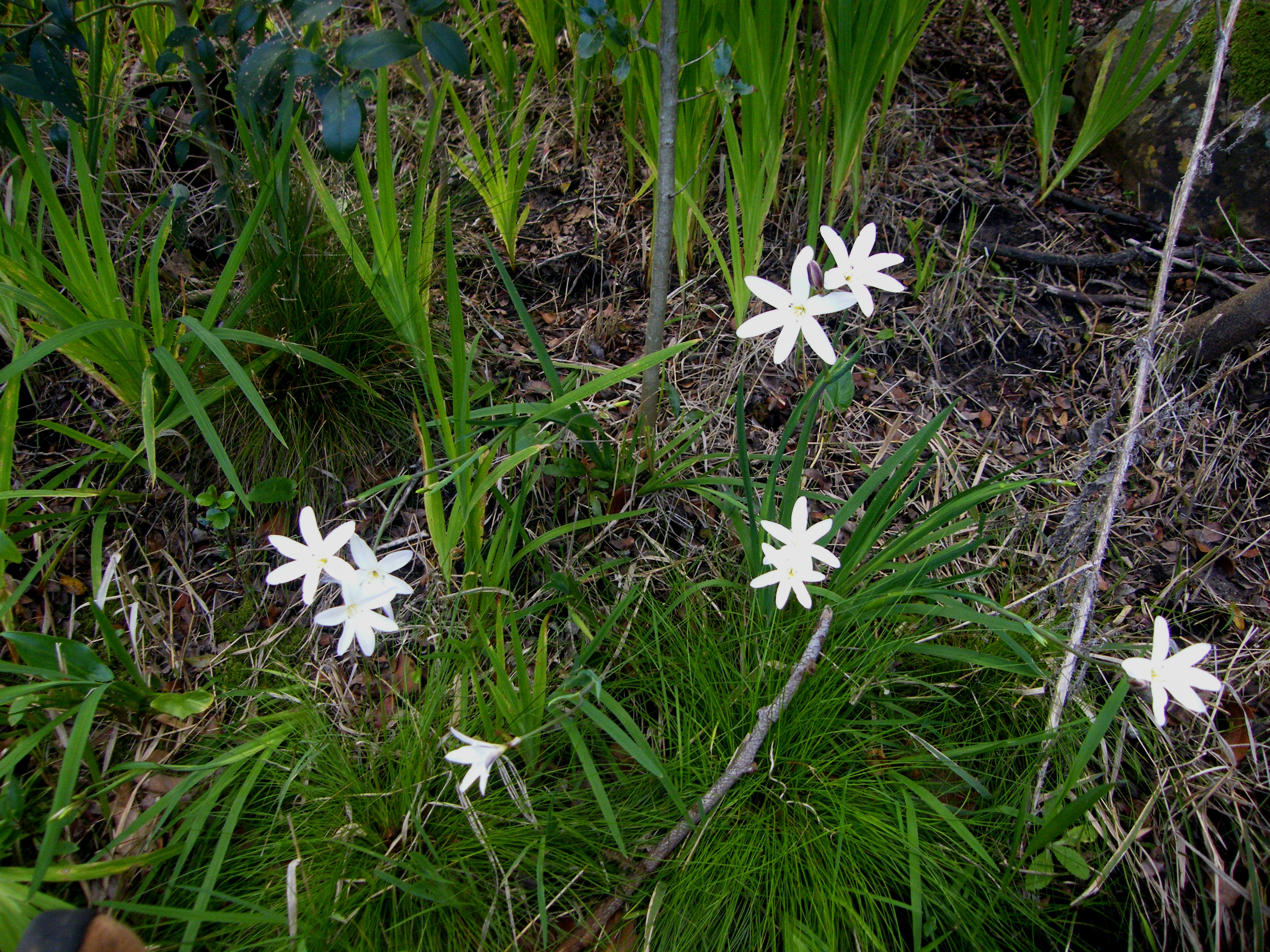
Sparaxis grandiflora.
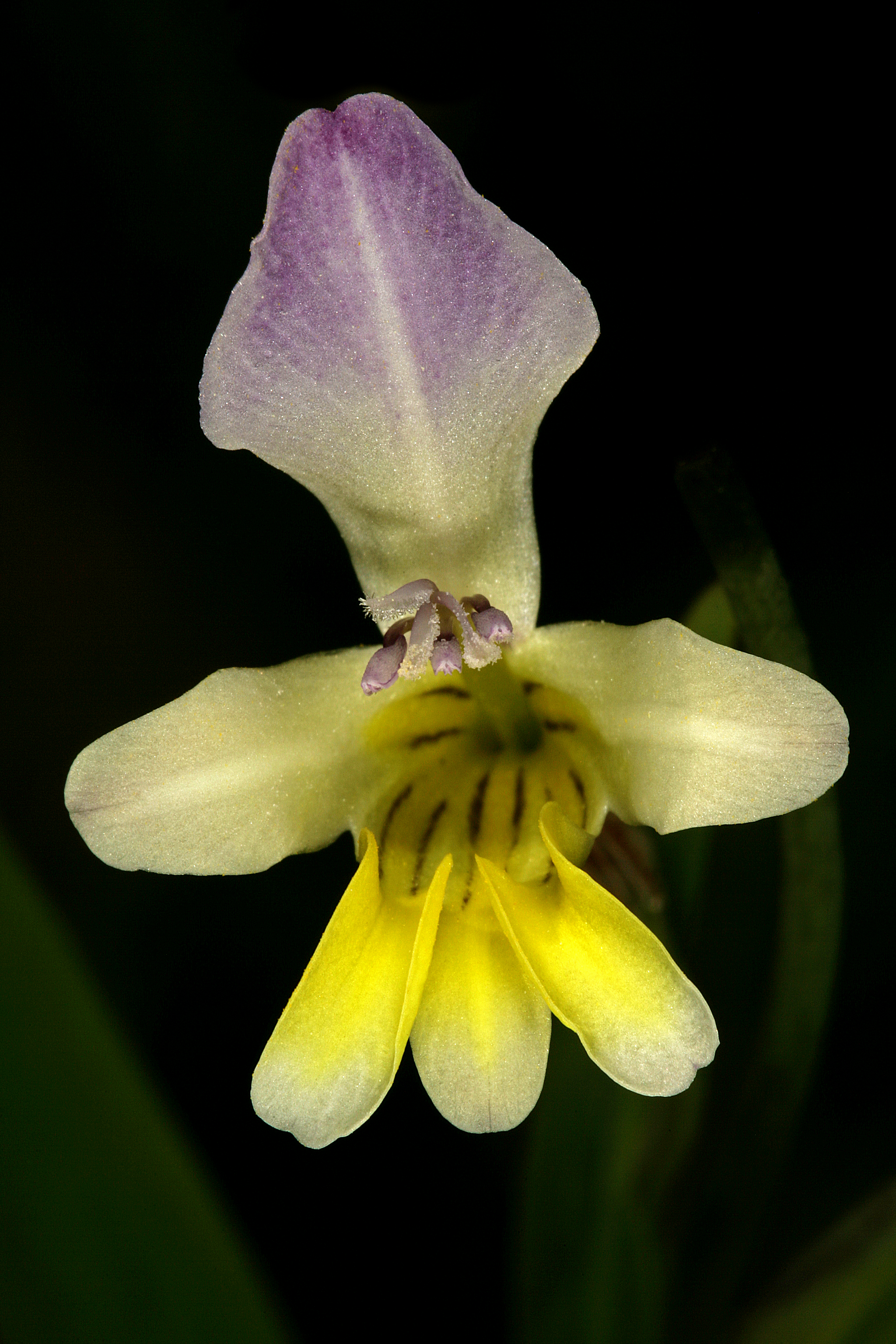
Sparaxis villosa.
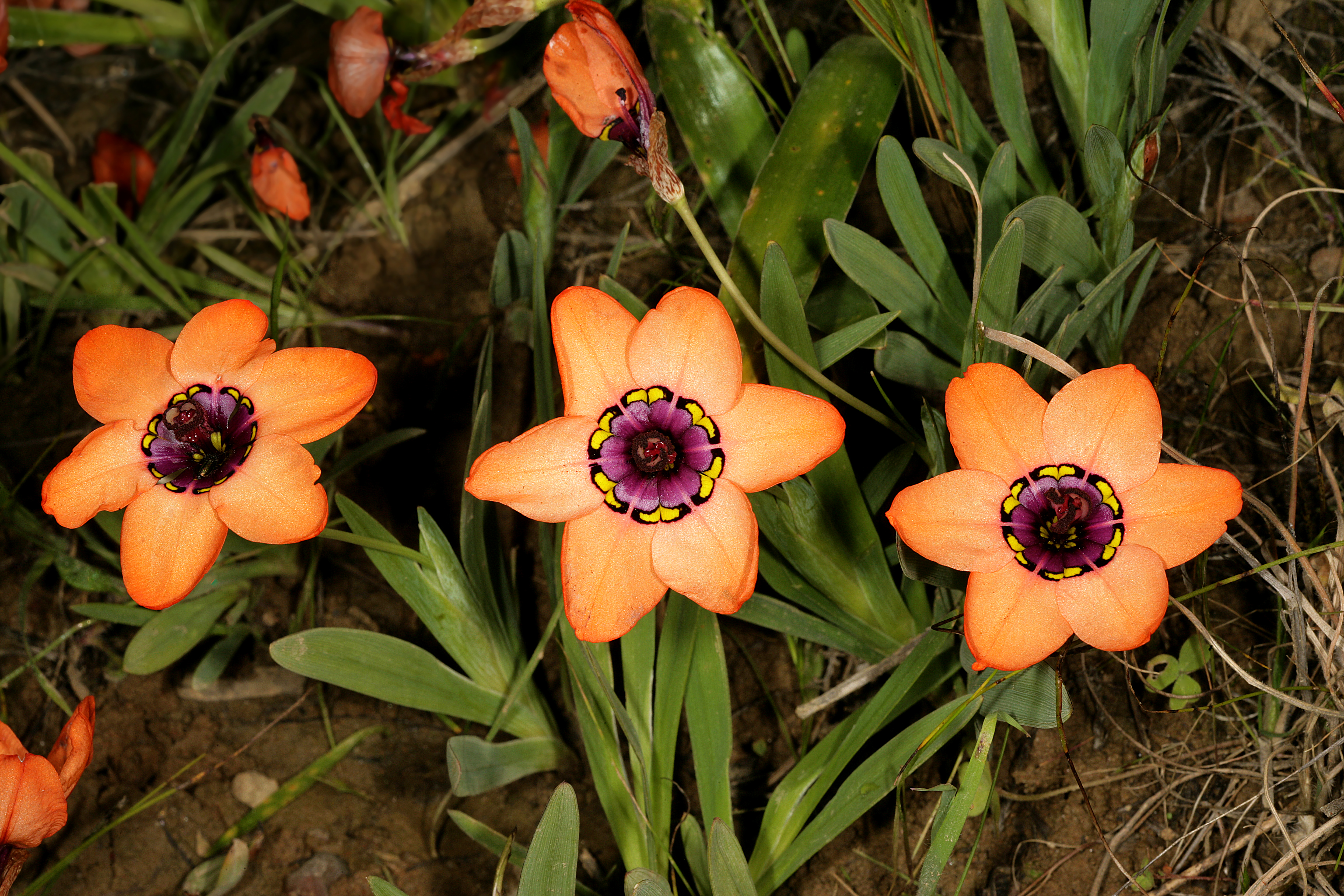
Sparaxis elegans.
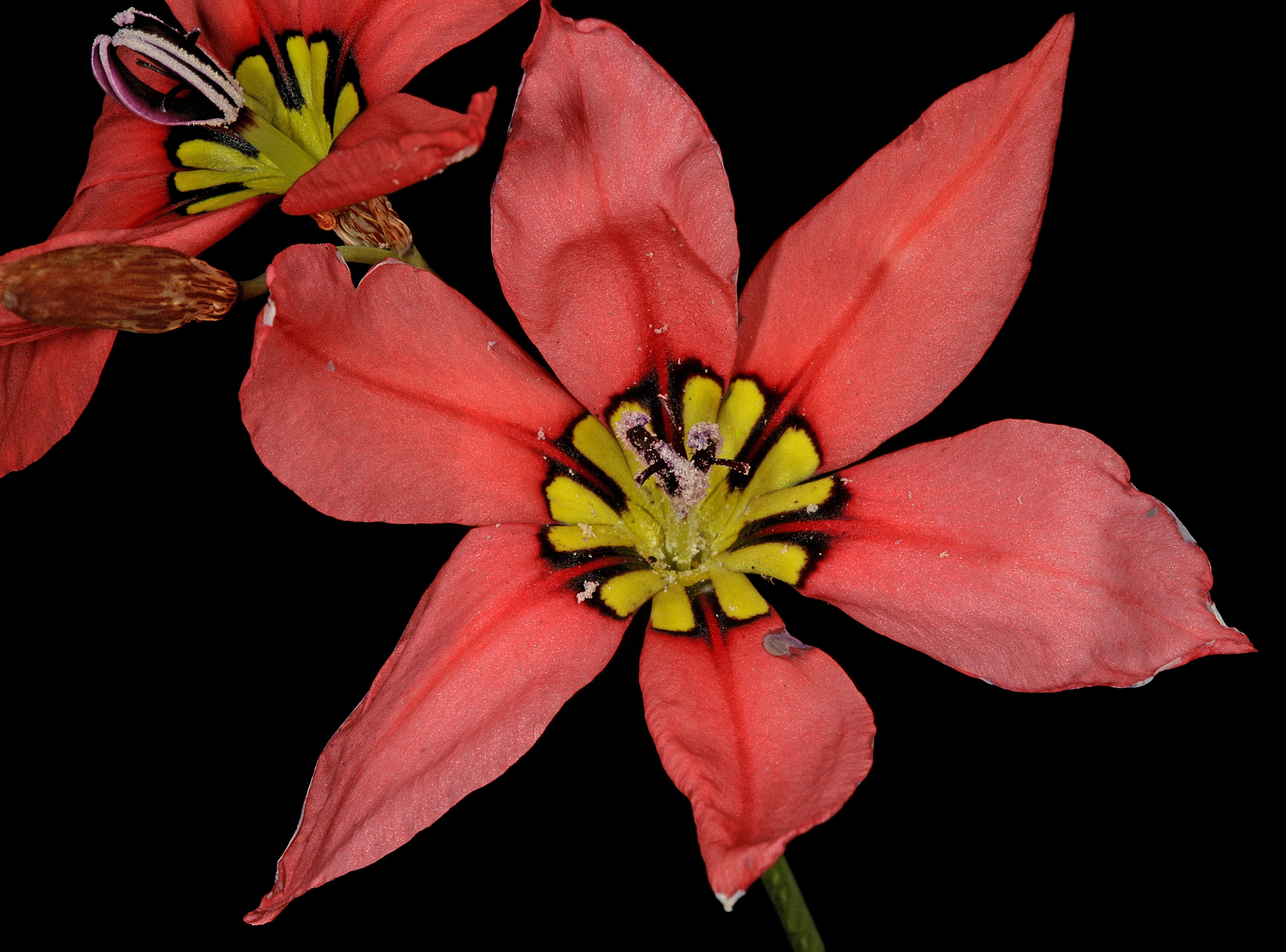
Sparaxis pillansii.
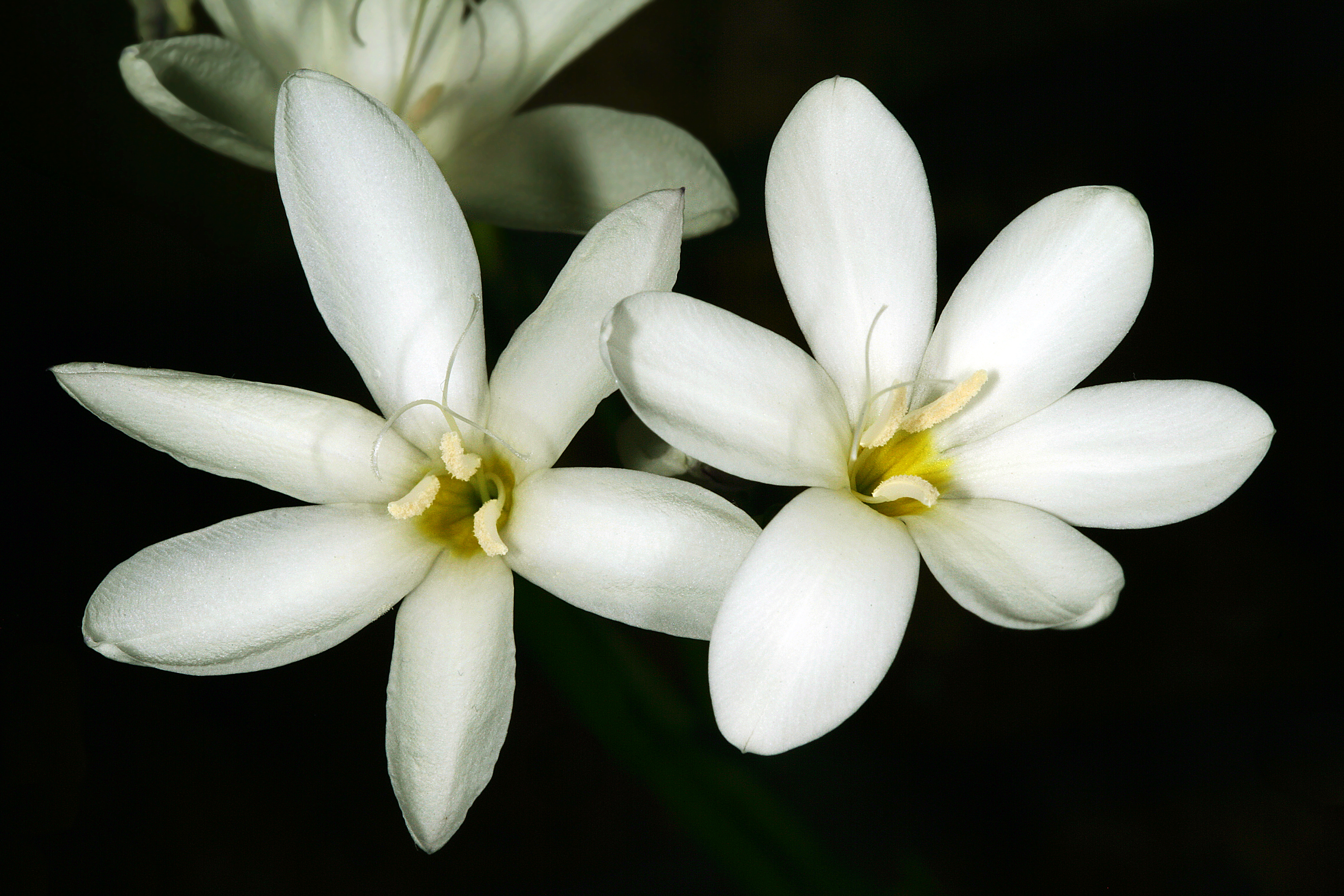
Sparaxis bulbifera.

## Systématique
Le nom scientifique de ce taxon est Sparaxis, choisi en 1804 par le botaniste britannique John Bellenden Ker Gawler,.
Les genres suivants sont synonymes de Sparaxis, :
- Anactorion Raf.
- ×Sparanthera Cif. & Giacom.
- Streptanthera Sweet
- Synnotia Sweet